# برة بيجه (مقاطعة دهلران)
برة بيجه (بالفارسية: بره بیجه) هي قرية تقع في قسم نهرعنبر الريفي (مقاطعة دهلران) في إيران. يقدر عدد سكانها بـ 272 نسمة بحسب إحصاء 2016.